# Vincenti torony
A  Vincenti torony  (máltaiul:  Torri Vinċenti ) egykori lovagkori őrtorony Mqabbában, Máltán. 1726-ban építtette Fra Orfeo de Vincenzo, a Szent János-rend priorja, egy vidéki rezidencia részeként. 
A torony négyzetes alaprajzú, lapostetős, és eredetileg négy emelet magas volt, szintenként egy-egy helyiséggel. A második emeleten erkély futott körbe. Dűtött alsó szintje révén hasonlított a Martín de Redín nagymester idején épített partvédelmi őrtornyokhoz.
1941. június 2-án a brit hadsereg kisajátította tulajdonosától, hogy a világháborúban megfigyelőállomásként használja a tornyot. A RAF Luqa repülőtérhez való közelsége miatt a területet gyakran bombázták és a Vincenti torony 1942. április 12-én találatot kapott. Erősen megrongálódott, bár a szerkezet nem omlott össze. Később a felső szinteket elbontották és a torony földszinti falait helyreállították.
Ma a Vincenti torony maradványa Málta fontos műemléke. 1925-ben „régi torony” néven került fel a régiségek listájára; és szerepel a szigetek kulturális javainak nemzeti jegyzékében. A toronyrom, valamint a közeli kert és a ház magántulajdon.

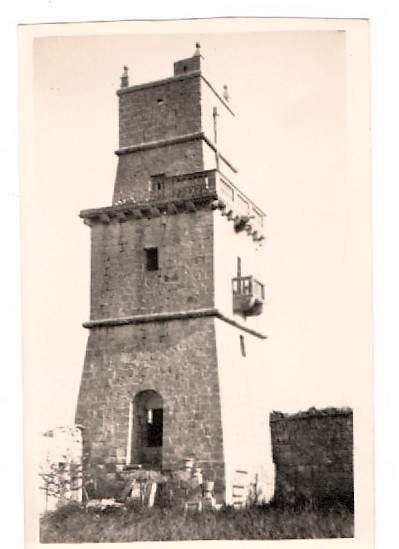
Vincenti torony 1920 körül
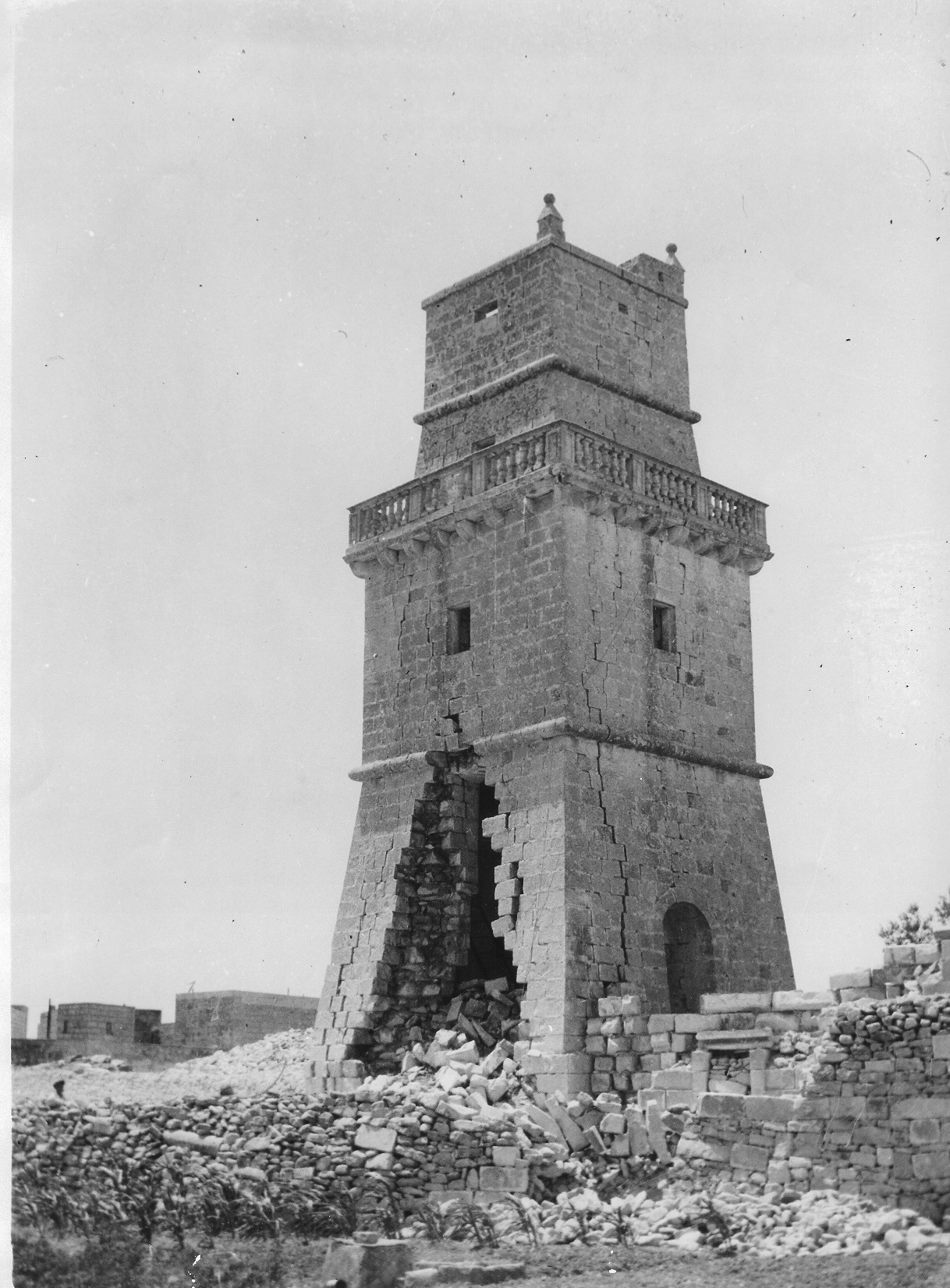
A bombatalálat után 1942-ben
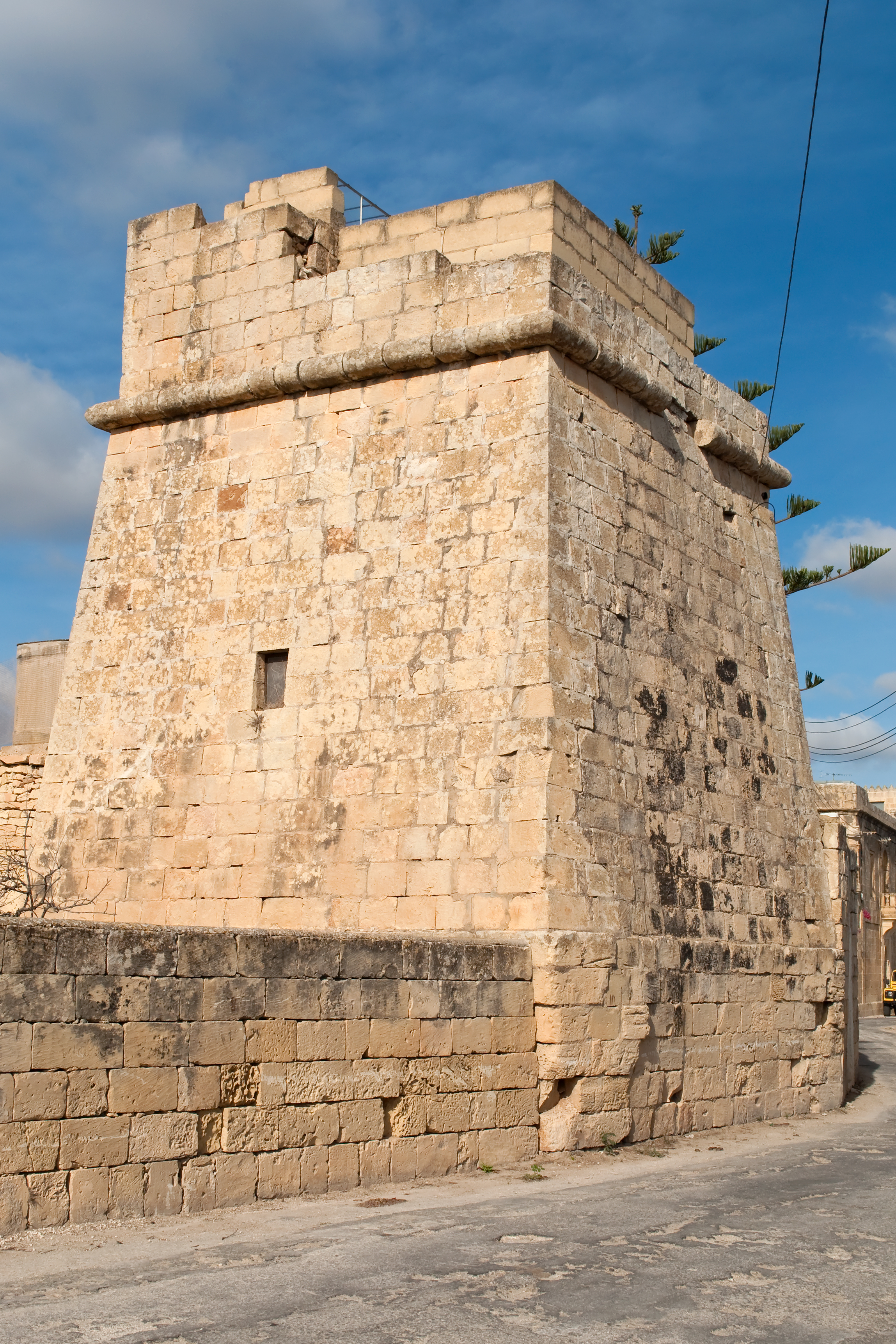
A torony maradványa

## Fordítás
Ez a szócikk részben vagy egészben  a    Vincenti Tower című angol Wikipédia-szócikk fordításán alapul.  Az eredeti cikk szerkesztőit annak laptörténete sorolja fel. Ez a jelzés csupán a megfogalmazás eredetét és a szerzői jogokat jelzi, nem szolgál a cikkben szereplő információk forrásmegjelöléseként.

## Külső hivatkozások
- A máltai szigetek kulturális javainak nemzeti jegyzéke